# گردان هوایی

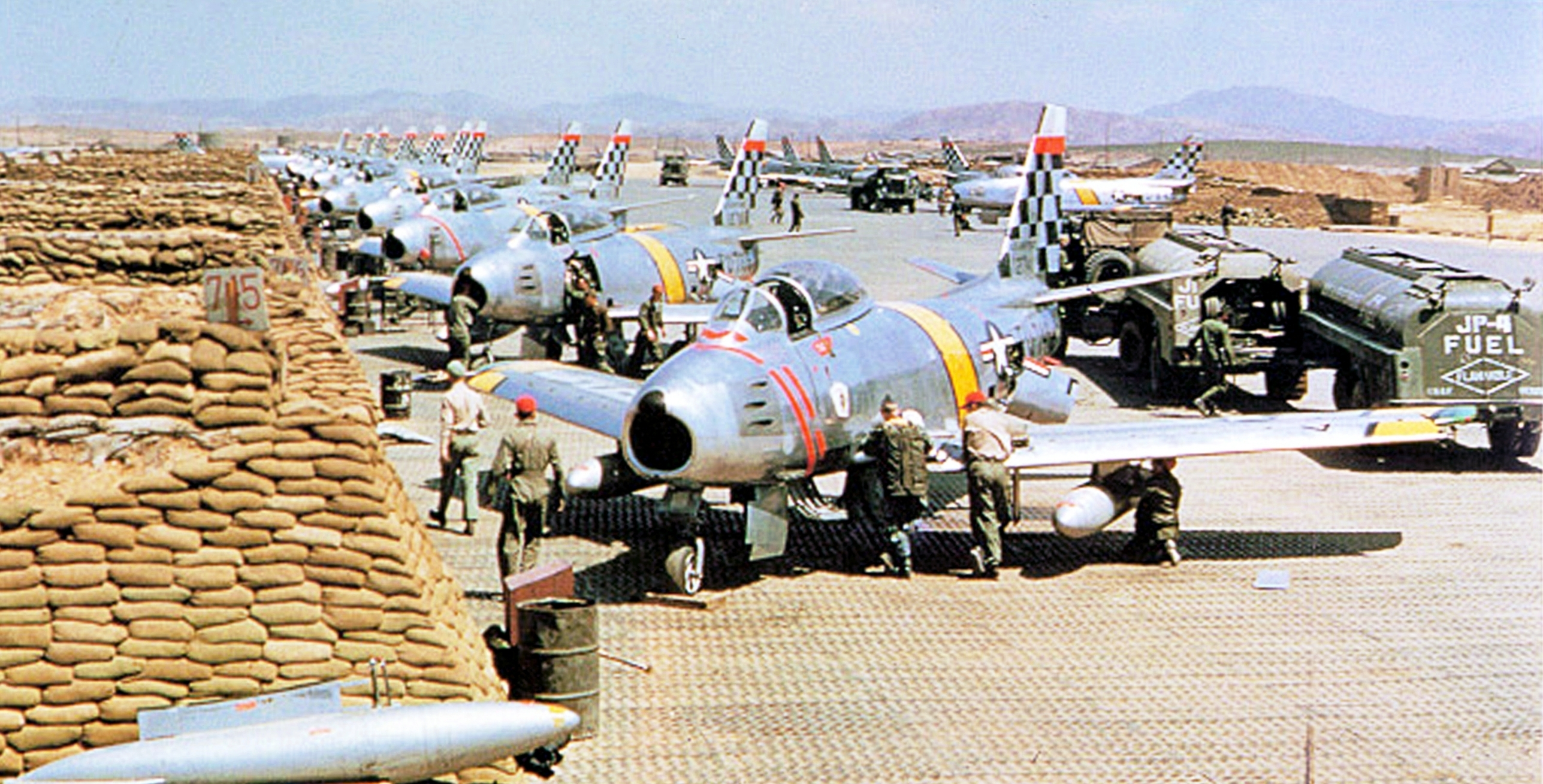
نیروی هوایی آمریکا، اسکادران اف-۸۶ سیبر درجنگ کره، ۱۹۵۱.

اسکادران یا گُردان هوایی در نیروی هوایی، نیروی هوابرد نیروی زمینی و دریایی به واحدی متشکل از ۱۲ تا ۲۴ فروند هواپیمای نظامی گفته می‌شود که معمولاً از یک نوع هستند و به سه یا چهار دسته بسته به نوع هواپیما و نیروی هوایی تقسیم می‌شوند. در بیشتر نیروهای هوایی جهان، دو یا چند اسکادران یک گروه را تشکیل می‌دهند.
برخی از نیروهای هوایی از جمله نیروی هوایی بریتانیا و نیروی هوایی ایالات متحده آمریکا اصطلاح اسکادران را برای نیروهای غیر هوابرد در نیروی زمینی نیز به کار می‌برند.
واژهٔ اسکادران از واژهٔ escadron در زبان فرانسه گرفته شده که در نیروی هوایی این کشور کاربرد دارد.
در گشت هوایی غیرنظامی ایالات متحده اسکادران به کوچکترین واحد اجرایی می‌گویند.
اسکادران در نیروی دریایی «ناوگروه» ترجمه می‌شود و دو معنی دارد: ۱. نوعی تقسیم‌بندی اداری ـ پشتیبانی نیروها در نیروی دریایی، بزرگتر از ناودسته و کوچکتر از ناوتیپ ۲. نوعی سازماندهی راهکنشی یا عملیاتی در نیروی دریایی شامل دو ناودسته یا بیشتر.